# Сари Доганли
Сари Доганли или Сари Дуанли (на гръцки: Πετράδες, Петрадес, до 1927 Σαρή Δογανλή, Сари Доганли) е село в Егейска Македония, Гърция, дем Кукуш (Килкис) на административна област Централна Македония. Сари Доганли има население от 12 души (2001).

## География
Селото е разположено североизточно от град Кукуш (Килкис) в планината Круша.

## История

### В Османската империя
През XIX век Сари Доганли е село в казата Аврет Хисар (Кукуш) на Османската империя. В „Етнография на вилаетите Адрианопол, Монастир и Салоника“, издадена в Константинопол в 1878 година и отразяваща статистиката на населението от 1873 година, Сарадуван (Saradouvan) е посочено като селище в Аврет Хисарската каза с 25 домакинства, с 80 жители мюсюлмани. Според статистиката на Васил Кънчов („Македония. Етнография и статистика“) в 1900 година Сари Дуанли има 90 жители, всички турци.

### В Гърция
След Междусъюзническата война селото попада в Гърция. Населението му се изселва и на негово място са настанени гърци бежанци. В 1926 година името на селото е променено на Петрадес, но официално промяната влиза в регистрите в следващата 1927 година. В 1928 година селото е изцяло бежанско с 22 семейства и 94 жители бежанци.